# Daïra de Khemis Miliana
Pour les articles homonymes, voir Khemis et Miliana.
La daïra de Khemis Miliana est une circonscription administrative algérienne située dans la wilaya d'Aïn Defla. Son chef-lieu est situé sur la commune éponyme de Khemis Miliana.

## Communes
La daïra regroupe les deux communes de Khemis Miliana et Sidi Lakhdar.